# 梁慧尚
梁慧尚（?—?），苍梧郡（郡治封川县，今广东省封开县江口街道封川社区）人，隋末民变岭南起义领袖。
隋炀帝大业九年（613年）九月初九庚辰日，苍梧郡人梁慧尚聚众四万反抗隋朝，攻破苍梧郡城。当时苍梧郡下辖封川县、苍梧县（今广西壮族自治区梧州市）、都城县（今广东省郁南县）、封阳县（今广西壮族自治区贺州市八步区信都镇）。